# Casanare megye
Casanare Kolumbia egyik megyéje. Az ország középpontjától északkeletre terül el. Székhelye Yopal.

## Földrajz
Az ország középpontjától kissé északkeletre elterülő megye északon Arauca, keleten és délkeleten Vichada, délen Meta, délnyugaton egy rövid szakaszon Cundinamarca, nyugaton pedig Boyacá megyével határos.

## Gazdaság
Legfontosabb termesztett növényei az olajpálma, a banán, a manióka, az ananász és a rizs. Iparának fő ága a malomipar.

## Népesség
Ahogy egész Kolumbiában, a népesség növekedése Casanare megyében is gyors, ezt szemlélteti az alábbi táblázat:
| Év             | Lakosság                        |
| -------------- | ------------------------------- |
| 1985           | Ekkor még nem létezett a megye. |
| 1993           | 158 149                         |
| 2005           | 295 353                         |
| 2012 (becsült) | 344 040                         |